# Club van Boedapest
De Club van Boedapest is een informele internationale associatie van mensen op verschillende gebieden van de kunst, literatuur en de spiritualiteit. Zij is gewijd aan het mogelijk maken van en richting geven aan een mondiale verschuiving naar een vreedzamer, rechtvaardiger en duurzamer wereld. Hierbij wordt ervan uitgegaan dat we de wereld alleen kunnen veranderen door zelf te veranderen, en dat hiervoor de inzichten en waarnemingen nodig zijn die de kunst, literatuur en spiritualiteit het best kunnen verschaffen.
De leden van de Club van Boedapest gebruiken hun artistieke creativiteit en spirituele inzicht om het bewustzijn van wereldwijde problemen en menselijke mogelijkheden te bevorderen. Zij zijn erkende wereldleiders op hun gebied en hun lidmaatschap van de Club van Boedapest getuigt van hun toewijding aan onze gezamenlijke toekomst.
Er zijn afdelingen in Brazilië, Canada, China, Duitsland, Frankrijk, Hongarije, India, Italië, Japan, Mexico, Nederland, Oostenrijk, Samoa, Turkije, Venezuela, de Verenigde Staten en Zwitserland. Anne-Marie Voorhoeve is directeur van de Club van Boedapest Nederland. Henry Mentink, initiatiefnemer van het Veerhuis in Varik is Global Development Director.

## Geschiedenis
Het plan om de Club van Boedapest op te zetten ontstond in 1993 tijdens gesprekken tussen Aurelio Peccei, de medeoprichter en eerste president van de Club van Rome, en Ervin László, lid van deze club en nu president van de Club van Boedapest. Omdat de Club van Rome was samengesteld uit gerenommeerde personen op het gebied van de wetenschap, politiek en zakenwereld, was het doel daarnaast een club op te richten die het rationele denken in evenwicht zou brengen met het intuïtieve aspect van de creativiteit in de kunst, de literatuur en de hedendaagse spirituele stromingen, waarbij enkele van de bekendste en creatiefste geesten uit onze tijd zouden worden betrokken. De Club van Boedapest houdt zich niet bezig met de bestaande grenzen aan de groei maar met de opkomende kansen voor evolutie.

## Missie
De filosofie van de organisatie is gebaseerd op het besef dat de uitdaging waar de mensheid voor staat, alleen overwonnen kan worden door de ontwikkeling van een wereldwijd cultureel bewustzijn. De missie is een katalysator te zijn voor een transformatie naar grotere duurzaamheid door:
- het bevorderen van de opkomst van wereldbewustzijn
- generaties en culturen met elkaar in verbinding brengen
- de integratie van spiritualiteit, wetenschap en kunst
- het opzetten van studiegroepen wereldwijd[1]

## Creatieve leden
- Franz Alt
- Anna Bacchia
- Helga Breuninger
- Suheil Bushrui
- Gustavo Correa
- Ruediger Dahlke
- Gedeon Dienes
- Steve Dillenburg
- Peter Eigen
- Duane Elgin
- Peter Engberg
- Shamil Fattakhov
- Barbara Gaughen
- Ludwig Gebhard
- Rosi Gollmann
- Xokonoschtletl Gomora
- Lucile W. Green
- Peter Hesse
- Polly Higgins
- Jaleh Joubine-Khadem
- Jurriaan Kamp

- Amod Kanth
- George Kibedi
- Loni Kreuder
- Lola Kristof
- Swami Kriyananda
- Angaangaq Lyberth
- Barbara Marx Hubbard
- Avon Mattison
- Kim McArthur
- Joannie Misrack
- Nitamo Montecucco
- Hans-Jürgen Müller
- Zev Naveh
- Helena Norberg-Hodge
- Marcia Odell
- Tom Oliver
- Gunter Pauli
- Nicanor Perlas
- Kambiz Poostchi
- Michel Random
- Paul H. Ray

- Christiane Röderer
- Bibi Russell
- Celia Russo
- Maryem le Saget
- Elizabeth Sahtouris
- Vinay Sansi
- Gerhard Schweter
- Akio Shoji
- Surjo R. Soekadar
- Richard Tarnas
- Jane Taylor
- Deepti Tewari
- Aleandro Tommasi
- Ludwig Tuman
- Herman van Veen
- Bernd Weikl
- Herman Wijffels
- Nancy Wimmer
- Georg Winter
- Aguida Zanol

## Ereleden
- Tsjyngyz Ajtmatov
- José Argüelles
- Óscar Arias
- A.T. Ariyaratne
- Maurice Béjart
- Thomas Berry
- Karlheinz Böhm
- Raffi Cavoukian
- Deepak Chopra
- Arthur C. Clarke
- Paulo Coelho
- Mihály Csíkszentmihályi
- Tenzin Gyatso (dalai lama)
- Waris Dirie
- Riane Eisler
- Duane Elgin
- Vigdís Finnbogadóttir
- Miloš Forman
- Peter Gabriel
- Hans-Dietrich Genscher
- Árpád Göncz
- Rivka Golani
- Jane Goodall
- Michail Gorbatsjov
- Stanislav Grof

- Otto Herbert Hajek
- Willis Harman
- Václav Havel
- Hazel Henderson
- Jean Houston
- Vilayat Inayat Khan
- Bianca Jagger
- Miklós Jancsó
- Ken-Ichiro Kobayashi
- Gidon Kremer
- Hans Küng
- Prinses Irene der Nederlanden
- Shu-Hsien Lu
- Éva Marton
- Barbara Marx Hubbard
- Federico Mayor Zaragoza
- Zubin Mehta
- Yehudi Menuhin
- Edgar Mitchell
- Fiona Montagu
- Edgar Morin
- Robert Muller
- Tomoyo Nonaka
- Ute-Henriette Ohoven
- Gillo Pontecorvo
- Jean-Pierre Rampal

- Amatu'l-Bahá Rúhíyyih Khanum
- Mary Robinson
- Andrea Rost
- Mstislav Rostropovitsj
- Józef Rotblat
- Miguel Ruiz
- Peter Russell
- Masami Saionji
- Sri Sri Ravi Shankar
- Karan Singh
- Georg Solti
- Sigmund Sternberg
- Rita Süssmuth
- Sri Tathata
- Ahmed Muhamed Ahmed el-Tayeb (imam van de Al-Azhar-moskee)
- Michael Tobias
- Desmond Tutu
- Liv Ullmann
- Peter Ustinov
- Richard von Weizsäcker
- Elie Wiesel
- Betty Williams
- Marianne Williamson
- Muhammad Yunus

## Creatieve leden
Franz Alt, Helga Breuninger, Suheil Bushrui, Gustavo Correa, Ruediger Dahlke, Gedeon Dienes, Steve Dillenburg, Peter Eigen, Duane Elgin, Peter Engberg, Shamil Fattakhov, Barbara Gaughen, Ludwig Gebhard, Rosi Gollmann, Xokonoschtletl Gomora, Lucile W. Green, Peter Hesse, Jaleh Joubine-Khadem, Jurriaan Kamp, Amod Kanth, George Kibedi, Lola Kristof, Maryem Le Saget, Angaangaq Lyberth, Barbara Marx Hubbard, Avon Mattison, Joannie Misrack, Nitamo Montecucco, Hans-Jürgen Müller, Zev Naveh, Helena Norberg-Hodge, Marcia Odell, Gunter Pauli, Nicanor Perlas, Kambiz Poostchi, Michel Random, Paul H. Ray, Christiane Röderer, Bibi Russell, Celia Russo, Elizabeth Sahtouris, Vinay Sansi, Gerhard Schweter, Akio Shoji, Surjo R. Soekadar, Richard Tarnas, Jane Taylor, Deepti Tewari, Aleandro Tommasi, Ludwig Tuman, Herman van Veen, Herman Wijffels, Bernd Weikl, Nancy Wimmer, Georg Winter, Aguida Zanol